# Lulin (powiat grodziski)
Lulin – osada w Polsce położona w województwie wielkopolskim, w powiecie grodziskim, w gminie Grodzisk Wielkopolski.
Niewielka wieś, położona 4 km od centrum Grodziska, przy drodze wojewódzkiej Nowy Tomyśl-Kościan. Powstała w XIX wieku jako folwark w dobrach ptaszkowskich. Zachował się tu dworek (dom rządcy), zbudowany przed 1890 r. Stoi on na skraju parku (pow. 1,60 ha) z niewielkim stawkiem, rozplanowanego w XIX wieku. Obok folwark z zabudowaniami pochodzącymi częściowo z XIX i XX wieku.
W latach 1975–1998 miejscowość administracyjnie należała do województwa poznańskiego.